# Peter West (atlet)
 Der er flere personer med dette navn, se Peter West (flertydig).
Peter West (født 1962) er en tidligere dansk atlet. Han var medlem af Herlufsholm GF, Københavns IF.

## Danske mesterskaber
- Bronze 1985 800 meter 1,52,65